# Savezne države Sjedinjenih Američkih Država
Savezne države Sjedinjenih Američkih Država administrativne su jedinice Sjedinjenih Američkih Država. Ima ih 50 i dijele suverenitet s federalnom vladom. Zbog ovakve podjele suvereniteta jedan Amerikanac je građanin i cijele države i savezne države iz koje potječe. Državljanstvo savezne države fleksibilno je i nije potrebno odobrenje vlade da se mijenja boravište između država (s izuzetkom osuđenika na uvjetnoj slobodi).
Ustav Sjedinjenih Američkih Država raspoređuje vlast između te dvije razine uprave. Usvajanjem ustava građani saveznih država prenijeli su neka ograničena prava sa svojih saveznih država na federalnu vladu. Po 10. amandmanu Ustava Sjedinjenih Američkih Država savezne države ili njezini građani zadržali su sve ovlasti koja nisu proslijeđena vladi Sjedinjenih Američkih Država ni ograničena saveznim državama. Područje javne sigurnosti (u smislu borbe protiv kriminala), obrazovanje, zdravstvo, promet i infrastruktura prvenstveno se smatraju odgovornostima saveznih država, iako danas federalne institucije utječu kroz financiranje i regulaciju. Ustav Sjedinjenih Američkih Država mijenjao se tijekom svojega postojanja, kao i tumačenja i primjena njegovih članova. Opća tendencija jest prema centralizaciji, čime federalna vlada igra mnogo značajniju ulogu nego nekada.
Kongres Sjedinjenih Američkih Država može prihvatiti nove savezne države na jednakoj osnovi s postojećima. To je posljednji put napravljeno 1959. Ustav Sjedinjenih Američkih Država ne govori o tome imaju li savezne države pravo na jednostrano odcjepljivanje od Sjedinjenih Američkih Država, ali je Vrhovni sud Sjedinjenih Američkih Država presudio da je odcjepljivanje neustavno, što je djelomično posljedica Američkog građanskog rata.

## Popis saveznih država
| Naziv             | Poštanska skraćenica | Zastava | Datum nastanka      | Stanovništvo (2010.) | Glavni grad    | Najveći grad   |
| ----------------- | -------------------- | ------- | ------------------- | -------------------- | -------------- | -------------- |
| Alabama           | AL                   |         | 14. prosinca 1819.  | 4.779.745            | Montgomery     | Birmingham     |
| Aljaska           | AK                   |         | 3. siječnja 1959.   | 710.231              | Juneau         | Anchorage      |
| Arizona           | AZ                   |         | 14. veljače 1912.   | 6.392.017            | Phoenix        | Phoenix        |
| Arkansas          | AR                   |         | 15. lipnja 1836.    | 2.915.918            | Little Rock    | Little Rock    |
| Colorado          | CO                   |         | 1. kolovoza 1876.   | 5.029.196            | Denver         | Denver         |
| Connecticut       | CT                   |         | 9. siječnja 1788.   | 3.574.097            | Hartford       | Bridgeport     |
| Delaware          | DE                   |         | 7. prosinca 1787.   | 897.934              | Dover          | Wilmington     |
| Florida           | FL                   |         | 3. ožujka 1845.     | 18.801.310           | Tallahassee    | Jacksonville   |
| Georgia           | GA                   |         | 2. siječnja 1788.   | 9.687.653            | Atlanta        | Atlanta        |
| Havaji            | HI                   |         | 21. kolovoza 1959.  | 1.360.301            | Honolulu       | Honolulu       |
| Idaho             | ID                   |         | 3. srpnja 1890.     | 1.567.582            | Boise          | Boise          |
| Illinois          | IL                   |         | 3. prosinca 1818.   | 12.830.632           | Springfield    | Chicago        |
| Indiana           | IN                   |         | 11. prosinca 1816.  | 6.483.802            | Indianapolis   | Indianapolis   |
| Iowa              | IA                   |         | 28. prosinca 1846.  | 3.046.355            | Des Moines     | Des Moines     |
| Južna Dakota      | SD                   |         | 2. studenog 1889.   | 814.180              | Pierre         | Sioux Falls    |
| Južna Karolina    | SC                   |         | 23. svibnja 1788.   | 4.625.364            | Columbia       | Columbia       |
| Kalifornija       | CA                   |         | 9. rujna 1850.      | 37.253.956           | Sacramento     | Los Angeles    |
| Kansas            | KS                   |         | 29. siječnja 1861.  | 2.853.118            | Topeka         | Wichita        |
| Kentucky          | KY                   |         | 1. lipnja 1792.     | 4.339.367            | Frankfort      | Louisville     |
| Louisiana         | LA                   |         | 30. travnja 1812.   | 4.533.372            | Baton Rouge    | New Orleans    |
| Maine             | ME                   |         | 15. ožujka 1820.    | 1.328.361            | Augusta        | Portland       |
| Maryland          | MD                   |         | 28. travnja 1788.   | 5.773.552            | Annapolis      | Baltimore      |
| Massachusetts     | MA                   |         | 6. veljače 1788.    | 6.547.629            | Boston         | Boston         |
| Michigan          | MI                   |         | 26. siječnja 1837.  | 9.883.640            | Lansing        | Detroit        |
| Minnesota         | MN                   |         | 11. svibnja 1858.   | 5.303.925            | Saint Paul     | Minneapolis    |
| Mississippi       | MS                   |         | 10. prosinca 1817.  | 2.967.297            | Jackson        | Jackson        |
| Missouri          | MO                   |         | 10. kolovoza 1821.  | 5.988.927            | Jefferson City | Kansas City    |
| Montana           | MT                   |         | 8. studenog 1889.   | 989.415              | Helena         | Billings       |
| Nebraska          | NE                   |         | 1. ožujka 1867.     | 1.826.341            | Lincoln        | Omaha          |
| Nevada            | NV                   |         | 31. listopada 1864. | 2.700.551            | Carson City    | Las Vegas      |
| New Hampshire     | NH                   |         | 21. lipnja 1788.    | 1.316.470            | Concord        | Manchester     |
| Novi Meksiko      | NM                   |         | 6. siječnja 1912.   | 2.059.179            | Santa Fe       | Albuquerque    |
| New Jersey        | NJ                   |         | 18. prosinca 1787.  | 8.791.894            | Trenton        | Newark         |
| New York          | NY                   |         | 26. srpnja 1788.    | 19.378.102           | Albany         | New York City  |
| Ohio              | OH                   |         | 1. ožujka 1803.     | 11.536.504           | Columbus       | Columbus       |
| Oklahoma          | OK                   |         | 16. studenog 1907.  | 3.751.351            | Oklahoma City  | Oklahoma City  |
| Oregon            | OR                   |         | 14. veljače 1859.   | 3.831.074            | Salem          | Portland       |
| Pennsylvania      | PA                   |         | 12. prosinca 1787.  | 12.702.379           | Harrisburg     | Philadelphia   |
| Rhode Island      | RI                   |         | 29. svibnja 1790.   | 1.057.315            | Providence     | Providence     |
| Sjeverna Dakota   | ND                   |         | 2. studenog 1889.   | 672.591              | Bismarck       | Fargo          |
| Sjeverna Karolina | NC                   |         | 21. studenog 1789.  | 9.535.483            | Raleigh        | Charlotte      |
| Tennessee         | TN                   |         | 1. srpnja 1796.     | 6.895.418            | Nashville      | Memphis        |
| Texas             | TX                   |         | 29. prosinca 1845.  | 25.145.561           | Austin         | Houston        |
| Utah              | UT                   |         | 4. siječnja 1896.   | 2.763.885            | Salt Lake City | Salt Lake City |
| Vermont           | VT                   |         | 4. ožujka 1791.     | 625.741              | Montpelier     | Burlington     |
| Virginia          | VA                   |         | 25. lipnja 1788.    | 8.001.024            | Richmond       | Virginia Beach |
| Washington        | WA                   |         | 11. studenog 1889.  | 6.724.540            | Olympia        | Seattle        |
| Wisconsin         | WI                   |         | 29. svibnja 1848.   | 5.686.986            | Madison        | Milwaukee      |
| Wyoming           | WY                   |         | 10. srpnja 1890.    | 563.626              | Cheyenne       | Cheyenne       |
| Zapadna Virginia  | WV                   |         | 20. lipnja 1863.    | 1.852.994            | Charleston     | Charleston     |